# Оборники-Слёнске
Оборни́ки-Слёнске (пол. Oborniki Śląskie [ɔbɔrˈɲikʲi ˈɕlɔ̃skʲɛ], нем. Obernigk) — город в юго-западной Польше, к северу от Вроцлава, в северо-восточной части Нижнесилезского воеводства, в Тшебницком повяте, в гминe Оборники-Слёнске. Здесь родился 9-й президент Польши Бронислав Коморовский.

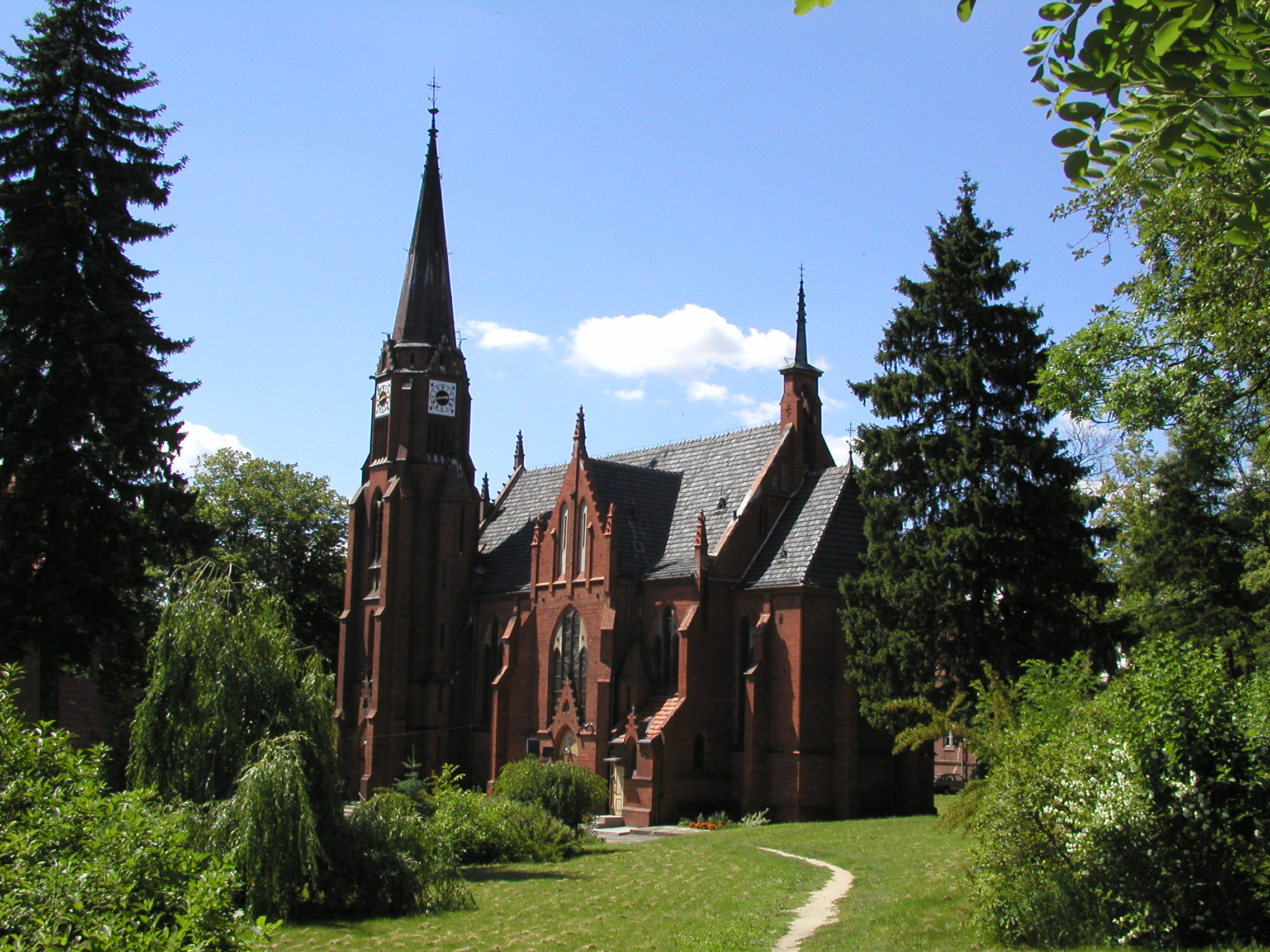
Костёл

Город основан в XIII веке, статус города c 1945.
Оборники-Слёнске — центр гмины Оборники-Слёнске.
По данным на 31 декабря 2008, население составляет 8 475 жителей. Площадь — 14,4 км².